# Боково (Луганская область)
Боково (укр. Бокове) — село в Лутугинском районе Луганской области Украины. Под контролем самопровозглашённой Луганской Народной Республики. Входит в Каменский сельский совет.

## География
Село расположено на правом берегу реки под названием Большая Каменка. Ближайшие населённые пункты: сёла Каменка и Палиевка (выше по течению Большой Каменки) и Македоновка на западе, Карла Либкнехта на северо-западе, Первозвановка на севере, посёлки Верхняя Краснянка, Великий Лог (оба ниже по течению Большой Каменки), сёла Красный Яр, Глубокое на северо-востоке, Нагорное, Николаевка, Медвежанка на юго-востоке, Ребриково (выше по течению Большой Каменки) и Мечетка на юго-западе.

## Население
Население по переписи 2001 года составляло 32 человека.

## Общие сведения
Почтовый индекс — 92032. Телефонный код — 6436. Занимает площадь 0,03 км².

## Местный совет
92032, Луганская обл., Лутугинский р-н, с. Каменка, ул. Советская, 108; тел. 99-3-21